# (3533) Toyota
(3533) Toyota (1986 UE) – planetoida z pasa głównego asteroid okrążająca Słońce w ciągu 3,31 lat w średniej odległości 2,22 j.a. Odkryli ją Kenzō Suzuki i Takeshi Urata 30 października 1986 roku.